# Stadio Tahnoun bin Mohammed
Lo stadio Tahnoun bin Mohammed (in arabo ملعب طحنون بن محمد‎?, in inglese Tahnoun Bin Mohamed Stadium) è uno stadio della città di Al-Ain, negli Emirati Arabi Uniti, che ospita le partite casalinghe dell'Al-Ain.
Può ospitare circa 16 000 spettatori. Aperto ufficialmente nel 1987, è stato sede della finale d'andata dell'AFC Champions League 2003 e della finale dell'AFC Champions League 2005.